# ГМФТА
Гексаметилфосфортриамид (гексаметапол, HMPA, HMPT) — органическое соединение с формулой [(CH3)2N]3PO. Органический растворитель, характеризующийся высокой сольватирующей способностью по отношению к неорганическим катионам и значительной, по сравнению с другими растворителями, токсичностью и канцерогенностью. Запах свежеперегнанного ГМФТА напоминает запах пиридина.
Этот органический растворитель хорошо смешивается с водой и органическими веществами, а также является хорошим сольватирующим агентом для неорганических ионов. Этим обусловлен тот факт, что ГМФТА часто применяется как дополнительный сольватирующий агент в органических реакциях, в частности, с участием литийорганических оснований (ЛДА, алкиллитии и пр.)
В то же время работа с ГМФТА предполагает некоторые сложности:
- это вещество крайне гигроскопично, однако для проведения многих органических реакций необходим сухой ГМФТА, для этого его нужно очень тщательно перегонять над обезвоживающими агентами (BaO — классический, но не самый лучший способ; по одной из методик — двойная перегонка, сначала над фосфорным ангидридом, затем над натрием[источник не указан 4581 день]);
- с первой сопряжена вторая проблема — высокая температура кипения. Перегонять ГМФТА необходимо в очень хорошем вакууме, также крайне необходимо применять азотную ловушку перед насосом, так как при первой перегонке из старого ГМФТА в вакууме испаряются низкокипящие и дурнопахнущие продукты разложения;
- существенной проблемой является канцерогенность ГМФТА[4]. Это свойство сильно ограничивает область применения данного растворителя.